# Léontée (mythologie)
Pour les articles homonymes, voir Léontée.
Dans la mythologie grecque, Léontée, fils de Coronos (roi des Lapithes), est un des meneurs achéens de la guerre de Troie.
Après la chute de Troie, il suit à pied Polypœtès et Calchas : ce dernier avait préféré un parcours par voie de terre plutôt qu'en bateau, car il avait prévu un retour difficile à cause du courroux d'Athéna. Il arrive ainsi à  Colophon, où Calchas se tue de dépit pour avoir été défait par le devin Mopsos dans un concours d'art divinatoire. Après avoir enterré son compagnon, il continue le voyage et fonde avec Polypœtès la ville de Aspendos, au sud de l'Asie mineure.